# Lévite Thériault
Pour les articles homonymes, voir Thériault.
Lévite Thériault (14 mai 1837 - 2 décembre 1896) fut un propriétaire foncier et un personnage politique du Nouveau-Brunswick. Il représenta le comté de Victoria de 1868 à 1874 et celui de Madawaska de 1874 à 1882 et de 1886 à 1894 dans l'Assemblée Législative du Nouveau-Brunswick.
D'ascendance acadienne et né à Saint-Basile, au Nouveau-Brunswick, il était le fils de François-Régis Thériault et de Julie Ringuet, et fit ses études au Collège de Sainte-Anne-de-la-Pocatière dans le Bas-Canada. Il fut administrateur scolaire puis fut nommé juge de paix. Il servit également comme lieutenant dans la milice locale. Il fut d'abord élu à l'Assemblée législative en 1868 à l'occasion d'une élection partielle provoquée par la mort de Vital Hébert. Contrairement à d'autres Acadiens, il se prononça en faveur du Common Schools Act de 1871. La même année, il fut nommé au Conseil exécutif comme ministre sans portefeuille. En 1875, il épousa Eugénie Lebel et, après la mort de cette dernière, se remaria avec Marie-Luce-Eugénie Patry en 1878 et s'installa à Fraserville (aujourd'hui Rivière-du-Loup) où il vécut quelques années. Après sa réélection en 1886, il démissionna de son siège en 1887 pour briguer, sans succès, un siège à la Chambre des communes. Néanmoins il put regagner ensuite son ancien siège à l'Assemblée provinciale. Après s'être retiré de la vie politique, il servit comme greffier pour le comté de Madawaska. Il mourut à Grand-Ruisseau, dans le comté de Madawaska, à l'âge de 59 ans.

## Référence de traduction
- (en) Cet article est partiellement ou en totalité issu de l’article de Wikipédia en anglais intitulé « Lévite Thériault » (voir la liste des auteurs).